# Vincenzo Zinnà
Vincenzo Zinnà (* 26. August 1981) ist ein ehemaliger Schweizer Profifußballspieler mit italienischem Pass.

## Leben und Karriere
Zinnà begann seine Karriere beim FC Amriswil. Nach einigen guten Spielen in der Jugendmannschaft der Thurgauer kam er in die Jugendmannschaft des FC St. Gallen, ehe er 1997 im Alter von nur 16 Jahren in der ersten Mannschaft sein Debüt als Schweiz-weit jüngster Nati-A-Spieler in der höchsten schweizerischen Liga geben durfte. Nach zwei Saisonen mit jeweils über zehn Einsätzen verletzte sich der Italo-Schweizer schwer und spielte erst 2002 wieder für die erste Mannschaft der Espen, diesmal in der zweiten Liga der Schweiz. 2003 kam der Wechsel in die dritte Liga Österreichs zu SCR Altach, mit denen er in die zweite Liga als Spielmacher aufstieg und zwei Jahre später sogar weiter in die erste Liga der Alpenrepublik. Nach vier Spielen in der höchsten Spielklasse Österreichs verletzte sich Zinna wieder schwer. 2008 wechselte er zurück in die Schweiz und war bis 2010 beim Zweitligisten FC Montlingen unter Vertrag. Er ist derzeit Nachwuchstrainer beim FC St. Gallen.

## Erfolge
- 1 × Meister Erste Liga: 2006
- 1 × Regionalliga West: 2004
- 1 × Schweizer-Meister: 2000